# FHTAGN
FHTAGN ist ein deutschsprachiges und auf dem von H. P. Lovecraft geschaffenen Cthulhu-Mythos basierendes Pen-&-Paper-Rollenspiel, das von Mitgliedern der Deutschen Lovecraft-Gesellschaft e.V. entwickelt wird. Es basiert inhaltlich wie ähnliche Systeme auf dem Rollenspiel Call of Cthulhu und erschien in seiner ersten Version im Jahr 2017. Veröffentlicht wird es unter der freien Open Game License, um eine möglichst freie Weiterentwicklung des Systems zu gewährleisten.

## Entwicklung und Hintergrund
FHTAGN baut auf verschiedenen Rollenspielsystemen auf, die von der Deutschen Lovecraft Gesellschaft e.V. in ihrem Kern übernommen und übersetzt wurden. Die Entwickler veröffentlichten das Spiel unter der ursprünglich 2001 von  Wizards of the Coast für das Rollenspielsystem Dungeons & Dragons entwickelten und freien Open Game License (OGL) Version 1.0, um eine möglichst freie Weiterentwicklung des Systems und der Kampagnen zu gewährleisten. Zudem wurde versucht, das Spiel kompatibel mit anderen Systemen zu halten, um Materialien aus verwandten Horror-Rollenspielen ohne großen Aufwand auch mit dem FHTAGN-Regelwerk zu verwenden.
Die Basis des Systems stellen Regelwerke wie Unearthed Arcana (2004) aus dem System Dungeons & Dragons, Legend (2011) von Mongoose Publishing sowie einzelnen Regelbänden des Rollenspielsystems Delta Green (Agent’s Handbook, Need to Know; beide 2016) dar. Eine erste Fassung der Spielregeln erschien auf der Website der Deutschen Lovecraft-Gesellschaft 2017, an dieser wird kontinuierlich weiter gearbeitet.
Der Name FHTAGN leitet sich von dem Ausspruch „Ph'nglui mglw'nafh Cthulhu R'lyeh wgah'nagl fhtagn“ aus der Lovecraft-Geschichte Cthulhus Ruf (Call of Cthulhu) ab, was übersetzt bedeuten soll: „In seinem Haus zu R'lyeh wartet der tote Cthulhu träumend.“

## Spielsystem und Spielwelt
Das Spielsystem von FHTAGN basiert auf einem so genannten W100-System, also einem System, bei dem ein 100-seitiger Würfel bzw. ein Prozentwürfel im Mittelpunkt steht. Es basiert zudem wie viele andere Systeme auf 3W6-Werten für Attribute, also einem System, bei dem die Eigenschaften der Spielercharaktere durch drei sechsseitige Würfel festgelegt werden.
Thematisch ist es in einem Horror-Universum in der phantastischen Welt des Cthulhu-Mythos von H. P. Lovecraft und dessen Werken angesiedelt. Es spielt entsprechend vornehmlich im Viktorianischen Zeitalter und den 1920er-Jahren, in denen auch Lovecraft seine Geschichten angesiedelt hat, greift jedoch auch in die Vergangenheit und die Zukunft hinaus. Vor allem der kosmische Horror der Lovecraft-Geschichten um „Die großen Alten“ und deren Kulte sowie die Wesen der Traumlande spielen eine zentrale Rolle. Die Vorlagen Lovecrafts werden frei interpretiert und kreativ eingesetzt, ohne den Anspruch einer vollständigen Bestandsaufnahme und umfassenden Beschreibung aller Elemente.

## Belege
1. 1 2 3  Marcus Rosenfeld: Interview: Volker Rattel zur Deutschen Lovecraft Gesellschaft, FHTAGN und anderen Projekten auf teilzeithelden.de, 26. Juli 2017; abgerufen am 16. März 2019.
2. 1 2  Lizenzangaben auf der offiziellen Website für FHTAGN; abgerufen am 16. März 2019.
3. ↑  Spielwelt (Memento des Originals vom 5. August 2020 im Internet Archive)  Info: Der Archivlink wurde automatisch eingesetzt und noch nicht geprüft. Bitte prüfe Original- und Archivlink gemäß Anleitung und entferne dann diesen Hinweis. auf der offiziellen Website für FHTAGN; abgerufen am 17. März 2019.